# Stubenalm

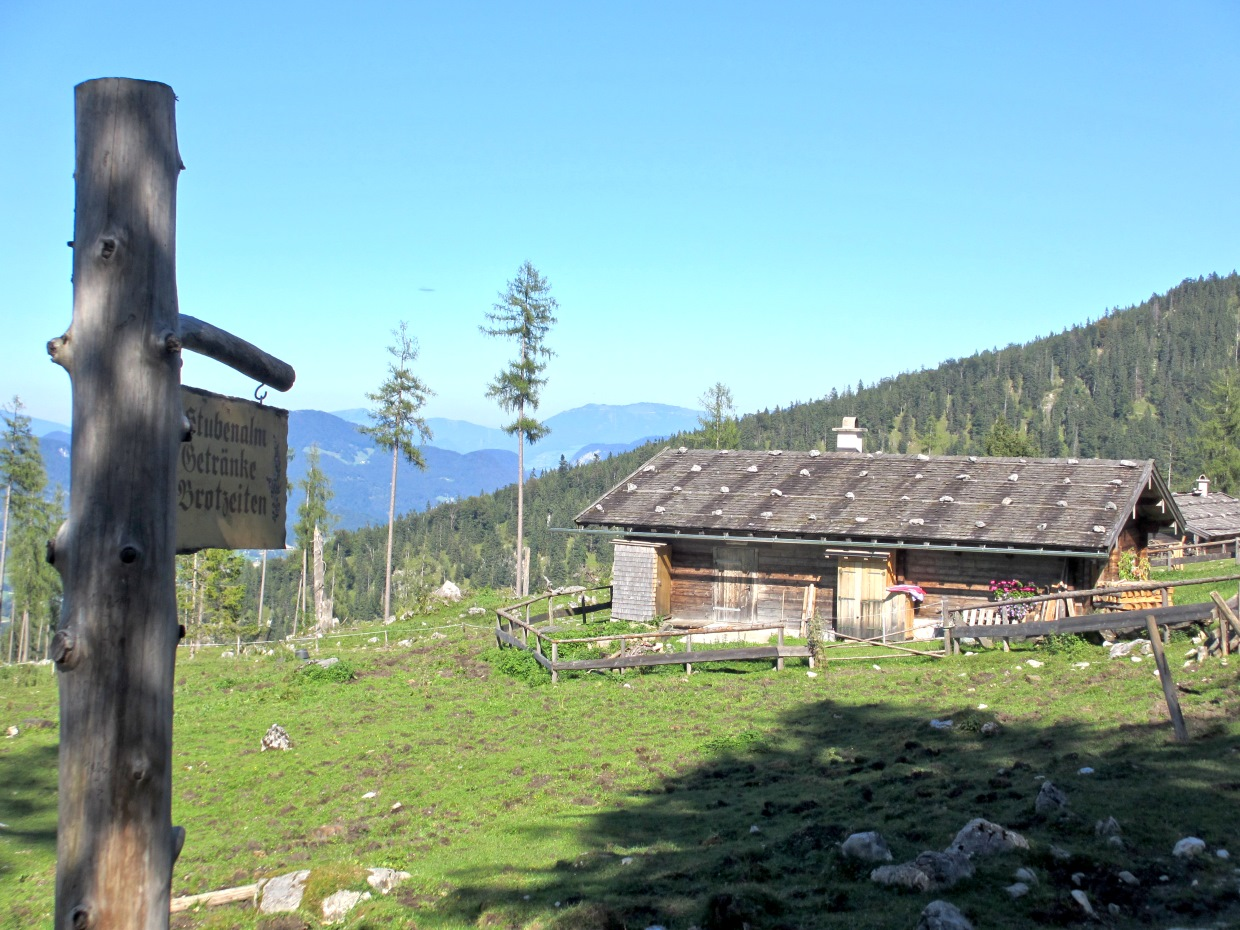
Stubenalm

Die Stubenalm ist eine Alm in der Gemarkung Ramsauer Forst in Ramsau bei Berchtesgaden.
Ein Kaser der Stubenalm steht unter Denkmalschutz und ist unter der Nummer D-1-72-129-71 in die Bayerische Denkmalliste eingetragen.

## Baubeschreibung
Beim Kaser der Stubenalm, dem Unteraschauerkaser, handelt es sich um einen eingeschossigen, überkämmten Blockbau auf einem Bruchsteinsockel. Das Flachsatteldach ist mit Legschindeln gedeckt, das Gebäude entstand im zweiten Viertel des 19. Jahrhunderts.

## Heutige Nutzung
Die Stubenalm wird landwirtschaftlich genutzt, in den Sommermonaten sind zwei der Kaser bewirtet.

## Lage
Die Stubenalm befindet sich am Nordhang des Watzmanns, südöstlich über der Kappenwand auf einer Höhe von 1140 m ü. NN.